# Demonoid (Website)
Demonoid ist ein BitTorrent-Tracker und eine Website, die 2003 gegründet wurde, um Diskussionen über Filesharing zu erleichtern und einen durchsuchbaren Index von Torrent-Dateien bereitzustellen. Die Website war in ihrer Geschichte zeitweise von längeren Ausfallzeiten betroffen, da der Server gelegentlich umziehen musste, was in der Regel durch die Kündigung des ISP-Dienstes aufgrund von lokalem politischem Druck verursacht wurde.
Im August 2018 wurde der Unfalltod des Gründers Deimos bekanntgegeben. Nach diesem Ereignis wurde die Website am 17. September 2018 geschlossen. Im Juli 2019 starteten Demonoid-Mitarbeiter eine neue Version der Website, um das Projekt wiederzubeleben.

## Merkmale und Richtlinien
Demonoid bietet RSS mit verschiedenen Feeds für jede seiner Torrent-Kategorien und deren Unterkategorien. Demonoid verbietet die Verlinkung zu Torrents, die pornografisches Material und bösartige Software enthalten. Zusätzlich zu den Foren verfügt die Website über einen IRC-Kanal, #demonoid at P2P-Network, welcher der Diskussion unter den Nutzern dient.

## Geschichte
Demonoid wurde am 21. April 2003 von einem mexikanischen Internetnutzer gegründet, der unter dem Pseudonym „Deimos“ bekannt war. Es arbeitete zunächst als vollständig privater BitTorrent-Tracker mit zeitweiligen Perioden offener Registrierungen. Ab Mitte der 2000er Jahre entwickelte sich Demonoid neben The Pirate Bay zu einem der größten Tracker der Welt, was zu einer Zunahme rechtlicher Drohungen von Urheberrechtsinhabern führte.
Am 10. April 2008 trat Deimos als Administrator von Demonoid zurück und nannte eine Reihe von Gründen und „Ablenkung durch reale Probleme“. Er erklärte auch, dass er „die Zügel an einen neuen Administrator übergeben“ habe – „einen engen Freund von [ihm]“, dem sie vollkommen vertrauen und der das Wissen und die Zeit hat, sich um die Seite zu kümmern. Im Laufe der nächsten Tage wurden die RSS-Feeds für die Website wieder online gestellt, und am 16. April 2008 wurde eine Massen-E-Mail an alle Demonoid-Nutzer verschickt, in der mitgeteilt wurde, dass die Website „endlich wieder online“ sei.
Die offizielle Erklärung lautete wie folgt:

„A few months ago, the site administrator (known as Deimos), lacked the time necessary to maintain this website. For personal reasons, Deimos decided to resign his position as a member of the site staff. Before leaving, Deimos picked a new site administrator from among his friends. The old moderator team remained unchanged and will continue helping with the site. The Demonoid team will try to keep everything running just as it always has been. The trackers and website seem to be working properly, and should any issues arise, they will be taken care of as soon as possible. If we work on any problems over the next few days, the site might be going on and offline. We apologize in advance if this should happen. Welcome back and enjoy!“

„Vor einigen Monaten fehlte dem Administrator der Website (bekannt als Deimos) die Zeit, um diese Website zu pflegen. Aus persönlichen Gründen beschloss Deimos, seinen Posten als Mitarbeiter der Website aufzugeben. Bevor er ging, wählte Deimos einen neuen Administrator aus seinem Freundeskreis aus. Das alte Moderatorenteam blieb unverändert und wird die Seite weiterhin betreuen. Das Demonoid-Team wird versuchen, alles so weiterlaufen zu lassen, wie es immer war. Die Tracker und die Website scheinen einwandfrei zu funktionieren, und sollten irgendwelche Probleme auftreten, werden sie so schnell wie möglich behoben. Wenn wir in den nächsten Tagen an den Problemen arbeiten, kann es sein, dass die Website auf und ab geht. Wir entschuldigen uns im Voraus, wenn dies der Fall sein sollte. Willkommen zurück und viel Spaß!“

Im August 2012 wurden gegen Deimos in Mexiko strafrechtliche Ermittlungen eingeleitet, und er wurde schließlich im Februar 2013 aus dem Gefängnis entlassen. Nach einem Rückgang der Besucherzahlen in den 2010er Jahren arbeitete er Berichten zufolge Anfang 2018 daran, die Website wieder zu der florierenden Community des vorangegangenen Jahrzehnts aufzubauen. Deimos starb im August 2018 bei einem Unfall, was zur Schließung von Demonoid am 17. September 2018 führte. Im Juli 2019 wurde die Website von Mitarbeitern der ursprünglichen Community wiederbelebt.

## Rechtliche Probleme
In einer Studie aus dem Jahr 2007 fand Slyck.com zwölf Unterlassungserklärungen an Nutzer von Demonoid. Am 25. September 2007 gingen die Demonoid-Website, die Foren und die Tracker offline. Sie waren vier Tage später wieder verfügbar, mit Ausnahme der Website, die einen Tag später wieder verfügbar war. In den nächsten Tagen blieb die Website bis zum 2. Oktober 2007 mit Unterbrechungen offline. Die weit verbreitete Spekulation lautete, dass sie einen Brief von einem Anwalt der Canadian Recording Industry Association erhalten hatten, in dem rechtliche Schritte angedroht wurden. Demonoid begann, den kanadischen Datenverkehr zu blockieren, eine Strategie, die der von isoHunt und TorrentSpy ähnelte, die den amerikanischen Datenverkehr blockierten, um Beschwerden der RIAA zu vermeiden. Besucher von in Kanada ansässigen IPs wurden auf die Ausfallversion der Website umgeleitet, die eine Erklärung über die rechtlichen Drohungen enthielt. Dennoch war es für Kanadier zu diesem Zeitpunkt möglich, die Website über Proxy-Server zu besuchen. Auch wenn die Website zu diesem Zeitpunkt in Kanada gesperrt war, akzeptierte der Tracker weiterhin kanadische IP-Adressen.
Die Drohungen erfolgten trotz der offenen Frage nach der Legalität von Musiktauschbörsen in Kanada. Die CRIA hat ihre Beteiligung trotz der Behauptungen von Demonoid weder bestätigt noch dementiert.
Am 9. November 2007 ging die Seite erneut offline, angeblich aufgrund rechtlicher Drohungen der Canadian Recording Industry Association gegenüber ihrem Dienstanbieter. Auf einer Platzhalterseite hieß es: „Die CRIA bedrohte die Firma, die uns die Server vermietet, und deshalb ist es nicht möglich, die Seite online zu halten. Wir entschuldigen uns für die Unannehmlichkeiten und danken für Ihr Verständnis.“ Dem IRC-Kanal zufolge waren die Tracker selbst nicht betroffen. Sechs Tage später wurde die Platzhalterseite mit einem Link zu einem neuen Forum für die Community aktualisiert, das nichts mit Filesharing zu tun hatte. Am 29. November 2007 meldete Deimos in diesem Forum ein Problem, das verhinderte, dass die Seite wieder online gehen konnte:

„„Money is an issue, but the real problem at the moment is finding a suitable place to host the website. There has been no luck there. And there's some personal stuff I need to take care of that takes most of my time at the moment, and that does not help.““

„„Geld ist ein Problem, aber das eigentliche Problem ist im Moment, einen geeigneten Ort für das Hosting der Website zu finden. Da hatte ich bisher kein Glück. Außerdem muss ich mich um einige persönliche Dinge kümmern, die im Moment den größten Teil meiner Zeit in Anspruch nehmen, und das ist nicht gerade hilfreich.““

Am 11. April 2008 ging die Seite wieder online. Auf der Homepage wurde bekannt gegeben, dass die Seite einen neuen Administrator hat und dass der alte (Deimos) aus persönlichen Gründen gegangen ist.